# Frieden von Wien (1261)
Der Frieden von Wien 1261 wurde am 31. März 1261 zwischen den Königen Ottokar II. von Böhmen und Béla IV. von Ungarn sowie dessen Sohn Stephan V. geschlossen.

## Vorgeschichte
Im Frieden von Ofen 1254 hatte Béla einen Großteil der Steiermark erworben, während das Herzogtum Österreich an Ottokar fiel. In der Steiermark kam es darauf zu einem Aufstand des steirischen Adels, in dessen Verlauf der von Béla ernannte ungarische Statthalter vertrieben wurde. Danach wurde Stephan Herzog der Steiermark. Seine Herzogswürde endete, als Ottokar die Steiermark angriff und der böhmische König als Sieger der Schlacht bei Kressenbrunn (Groißenbrunn) 1260 verlangte, dass Béla auf seine westlichen Gebiete verzichte.

## Ergebnisse
Ungarn verzichtete im Wiener Frieden auf das Herzogtum Steiermark und Teile der heutigen Slowakei an der mährischen Grenze. Außerdem ging Ungarn ein Bündnis mit Ottokar ein. Um diese Einigung zu bekräftigen, heiratete Ottokar die Enkelin Bélas Kunigunde von Halitsch.